# Tullparaju
Tullparaju, (en Quechua Ancashino: Tullpa = Fogón, cocina rústica de fuego; Rahu = nieve, hielo; 'montaña en forma de fogón'), es una montaña de la Cordillera Blanca en los Andes de Perú, de aproximadamente 5,787 metros (18,986 pies) de altura.
Está situada en la provincia de Huaraz en la región Áncash y en la provincia de Huari, dentro del Parque Nacional Huascarán. El nevado Tullparaju se encuentra al sureste de las montañas Pucaranra y Chinchey y al nordeste del Andavite. Está situado al final de la Quebrada de Quilcayhuanca, y al pie de esta misma se encuentra la Laguna Tullparaju.

## Ascensiones históricas

### Primera Expedición
Estados Unidos y  Noruega: El 24 de julio de 1962, los norteamericanos David Bernays y Charles Sawyer, y el noruego Leif Patterson lograron llegar a la cumbre luego de varios días de intentar la difícil subida por la arista oeste.